# Domodedovo Airlines
Domodedovo Airlines – rosyjska linia lotnicza z siedzibą w Moskwie. Głównym węzłem był port lotniczy Moskwa-Domodiedowo.

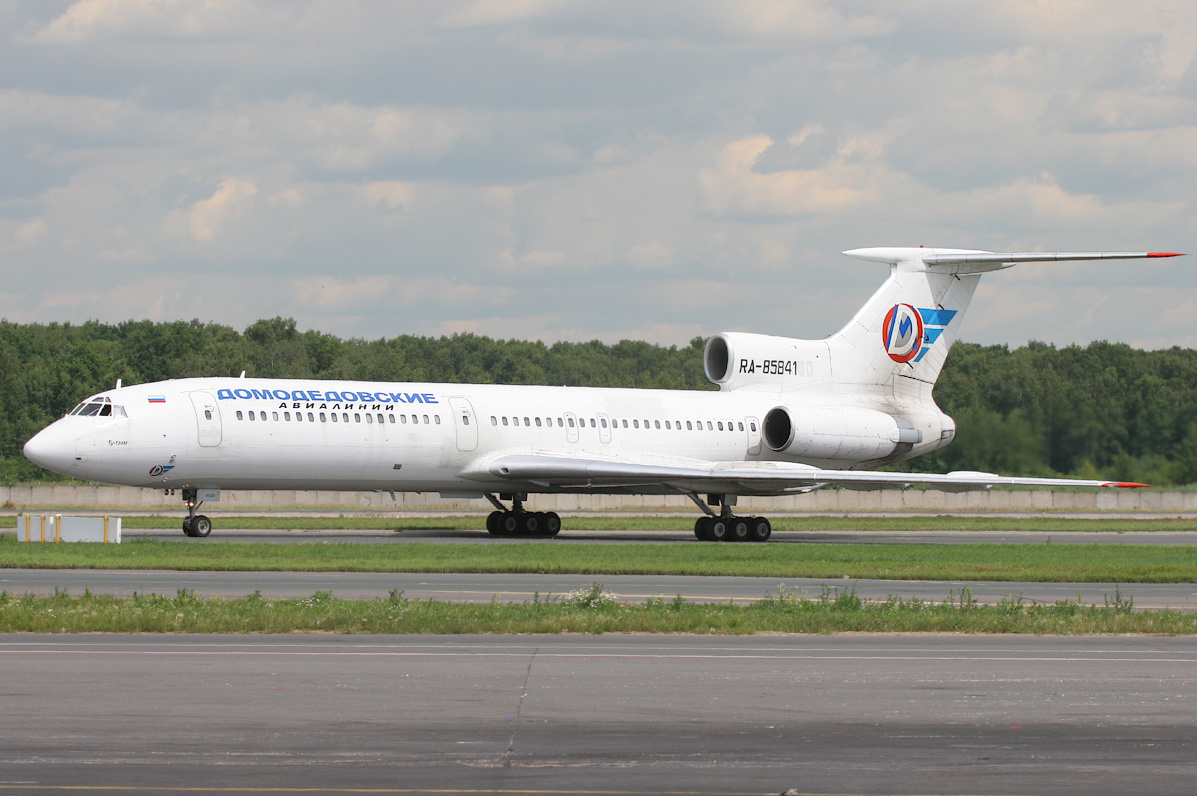
Tupolew Tu-154M

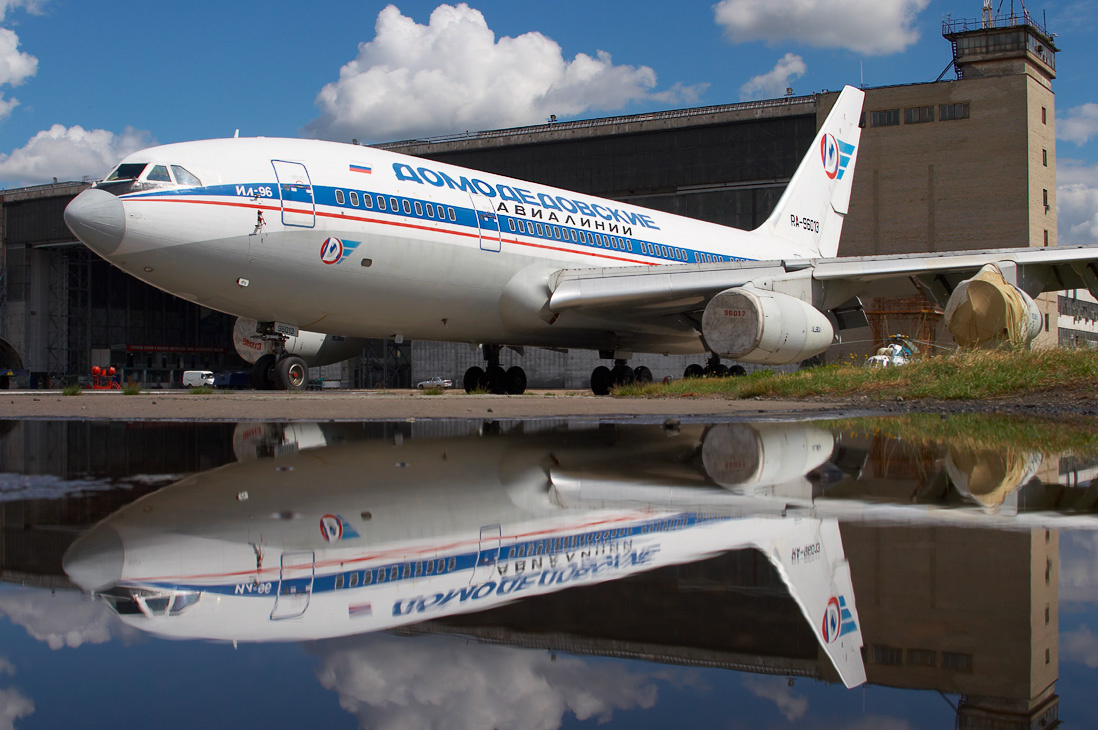
Ił-96